# Розбійний Бор
Розбі́йний Бор (рос. Разбойный Бор) — селище у складі Орічівського району Кіровської області, Росія. Входить до складу Суводського сільського поселення.
Населення становить 84 особи (2010, 142 у 2002).
Національний склад станом на 2002 рік — росіяни 99 %.